# Erbisœul
Erbisœul is een dorp in de Belgische provincie Henegouwen, en een deelgemeente van de Waalse gemeente Jurbeke. Tot 1 januari 1977 was het een zelfstandige gemeente. De plaats wordt gerekend tot de Henegouwse Kempen.

## Bezienswaardigheden
- De Sint-Martinuskerk (Église Saint-Martin) is een classicistisch kerkgebouw van 1759.
- Het Château de la Brulotte is van 1777 en ligt in een domein van 40 ha.
- Het Ronde Maison is een jachtpaviljoen van eind 18e eeuw, gebouwd voor de prinsen van De Ligne.

## Natuur en landschap
Ten westen van Erbisœul ligt het brongebied van de Oostelijke Dender. In het zuiden ligt een groot bosgebied met enkele landgoederen en vijvers. De hoogte aan de kerk bedraagt 72 meter.

## Verkeer
De plaats heeft met station Erbisœul een spoorwegstation aan spoorlijn 90 (Denderleeuw - Saint-Ghislain).

## Demografische ontwikkeling
- Bronnen:NIS, Opm:1831 tot en met 1970=volkstellingen, 1976= inwoneraantal op 31 december

## Nabijgelegen kernen
Jurbise, Erbaut, Vacresse, Maisières, Casteau